# Lac de la Tête d’or
Der Lac de la Tête d’or oder Lac du Parc de la Tête d’Or ist ein künstlicher See im Lyoner Park des goldenen Kopfes. Er hat eine Fläche von ungefähr 17 ha und wurde zusammen mit dem Park im Jahre 1857 angelegt.

## Inseln
Im See gibt es 4 künstliche Inseln:
- Die Große Insel (fr: Grande Île), umgeben von der Allee Belle Vue und auf der sich das Vélodrome Georges-Préveral befindet.
- Dir Erinnerungsinsel (fr: Île du Souvenir), ehemals Insel der Schwäne. Sie ist durch ein Tunnel zugänglich. Auf ihr steht das Monument aux morts de l’île du Souvenir  von Tony Garnier
- Die Insel des Tamarindenbaums, per Boot zu erreichen
- Die Gandhi-Insel